# Kościół „LifeHouse” w Poznaniu
Kościół „LifeHouse” w Poznaniu – zbór Kościoła Zielonoświątkowego w RP działający w Poznaniu. Jest jednym z campusów kościoła LifeHouse Church w Melbourne.

## Historia

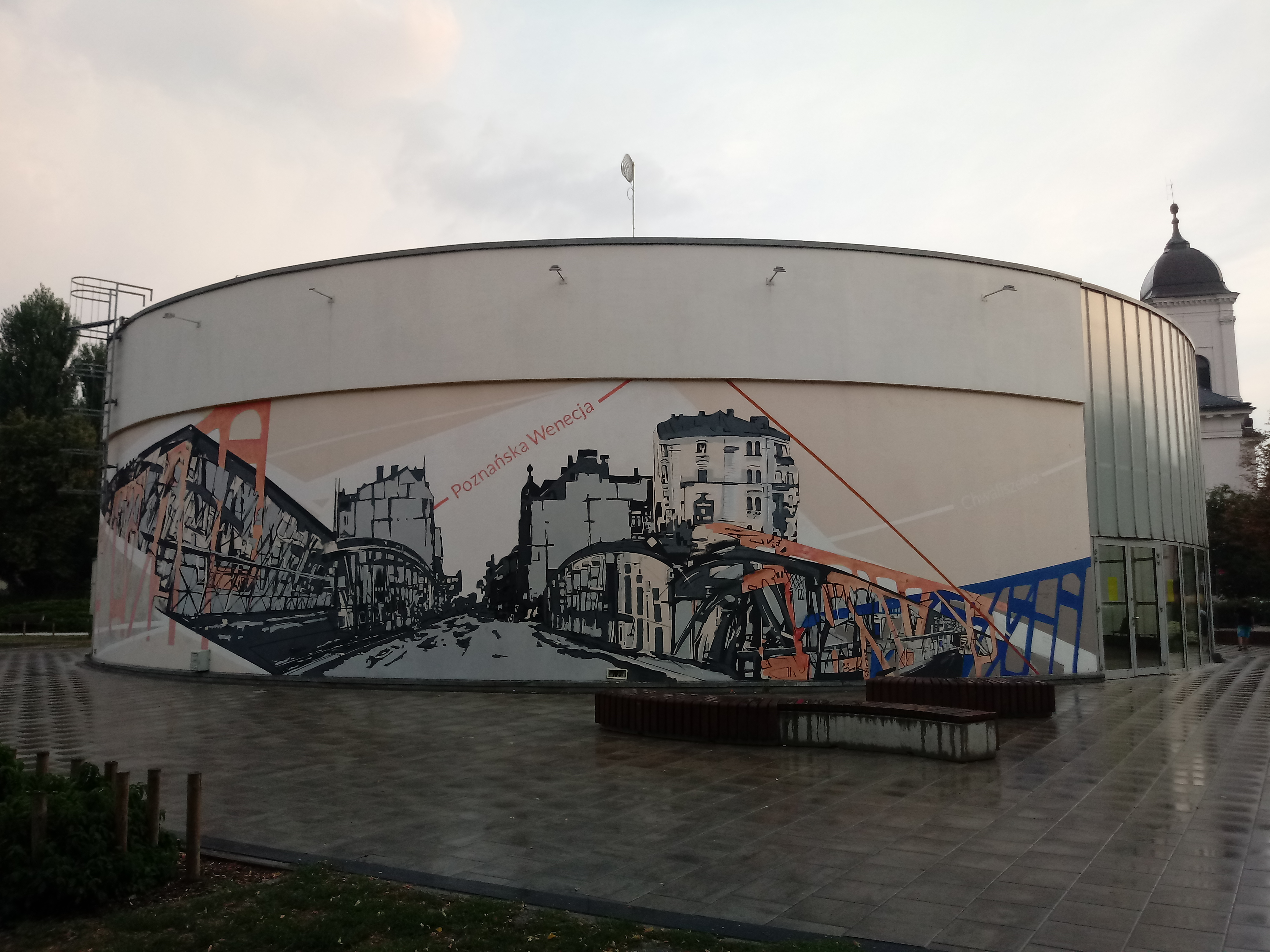
Pawilon Nowa Gazownia, miejsce nabożeństw kościoła w latach 2017–2021

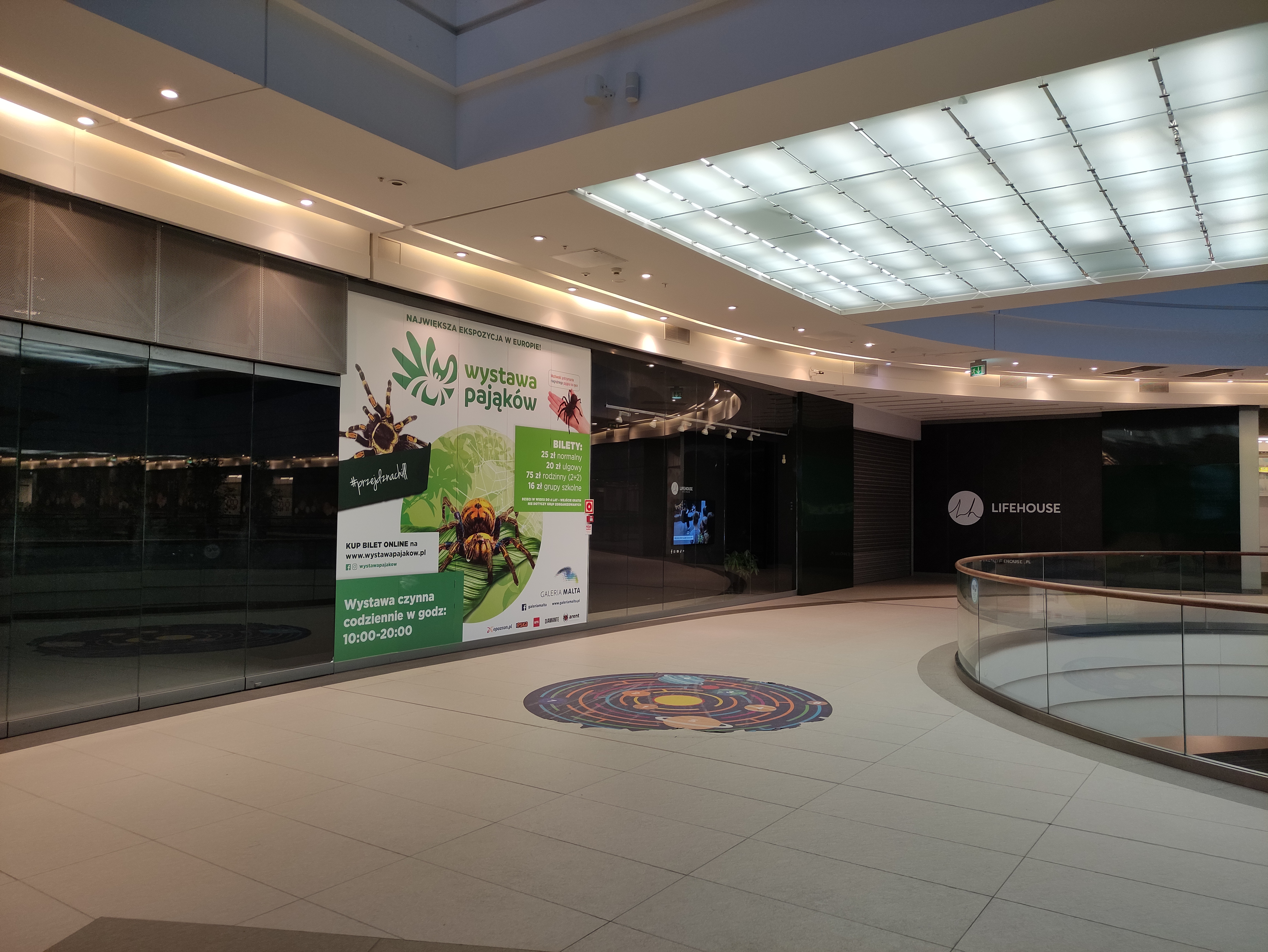
Strefa LifeHouse w Galerii Malta, gdzie nabożeństwa odbywały się w latach 2021–2023

Kościół „LifeHouse” powstał w 2002 w Melbourne w Australii i został założony przez pastorstwo Richarda i Helena Kobakian. W 2016 powołana została jego druga wspólnota, która została zlokalizowana w Poznaniu i weszła w skład Kościoła Zielonoświątkowego.
Nabożeństwo inaugurujące działalność poznańskiego zboru „LifeHouse” miało miejsce 26 marca 2017, udział w nim wziął pastor Richard Kobakian. Pierwszym miejscem spotkań społeczności został budynek pawilonu „Nowa Gazownia” przy ul. Ewangelickiej 1.
W 2021 nowa siedziba wspólnoty powstała na terenie Galerii Malta. Utworzono tam Strefę LifeHouse o powierzchni 1300 m², mieszcząca główną salę nabożeństw na 400 miejsc o powierzchni 480 m², dwie mniejsze sale na 100 oraz 35 miejsc, jak również kawiarnię, strefę odpoczynku oraz szatnię. Strefa LifeHouse była wynajmowana przez kościół również innym podmiotom na cele konferencyjne.
W 2023 przez poznański zbór została zainaugurowana działalność misyjna w Krakowie, mająca na celu powstanie tam kolejnego kampusu Kościoła „Lifehouse”. Liderami misji i przyszłymi pastorami nowego kościoła zostali Patryk i Kinga Kowalewscy, pełniący dotychczas funkcję przewodniczących spotkaniom „LH Youth” w Poznaniu.
W związku z likwidacją Galerii Malta, w 2023 roku Kościół spotykał się w tymczasowych lokalizacjach – początkowo była to siedziba Sceny Wspólnej przy ul. Brandstaettera 1, później budynek Lab150 przy ul. Bukowskiej 150, centrum konferencyjne „Concordia Design” przy ul. Zwierzynieckiej 3. Od września 2024 Kościół ma stałą lokalizację w budynku przy ul. Piaskowej 3D. 

## Działalność
Działalność prowadzą grupy domowe „LifeGrupy”. Kościół organizuje również spotkania młodzieżowe „LH Youth”, a także konferencję dla kobiet „Flourish”. Odbywają się spotkania „HEJ”, skierowane do osób zainteresowanych kościołem oraz chcących budować relacje z jego członkami. 